# Microrégion de Três Lagoas
La microrégion de Três Lagoas est l'une des quatre microrégions qui subdivisent l'est de l'État du Mato Grosso do Sul au Brésil.
Elle comporte quatre municipalités qui regroupaient 141 196 habitants en 2006 pour une superficie totale de 50 495 km2.

## Municipalités[1]
- Água Clara
- Brasilândia
- Ribas do Rio Pardo
- Santa Rita do Pardo
- Três Lagoas